# Інокентій (Пустинський)
Інокентій (світське ім'я — Олександр Дмитрович Пустинський, рос. Пустынский Александр Дмитриевич) 6 жовтня 1868 — 3 грудня 1937) — церковний діяч, богослов.

## Біографія
Народився у Вологодській губернії Російської імперії неподалік Олександро-Коровинської пустині (тепер Російська Федерація). Практикував християнське віросповідання з дитинства у місцевій Свято-Троїцькій церкві. Закінчив навчання у Київський духовній академії де здобув звання магістра теології. Згодом призначений був на ректора Тверської духовної семінарії.
В 1903 рока — намісник Чудівского монастиря в Московському Кремлі. Того ж року закінчив навчання у Московському археологічному інституті.
Від 14 грудня 1903 рока до 1 травня 1909 р. — намісник Аляскинський в Північноамериканській єпархії (у м. Сан-Франциско в лютому—червні 1907 р. був намісником Американським).
Від 25 червня 1912 р. до 16 грудня 1916 р. — намісник Астанайський (Алма-Атинська єпархія). Спромігся у грудні 1916 р. перенести центр кафедри з міста Вєрний (нині м. Алмати) у м. Ташкент Російської імперії (тепер в Узбекистані). З того часу до червня 1923 р. — єпископ Ташкентський і Туркестанський, опікувався Ташкентською єпархією (архієпископ в Якутській і Туркестанській єпархіях).
У 1923 р. — намісник Курської єпархії. Після собору в м. Москві у 1923 р. схилився до православної течії обновленців. За що піддавався критиці комуністичної преси і з боку «тихоновців», переслідувався спецслужбами (ВЧК-ОГПУ-НКВС).
Брав участь 15 листопада 1924 р. у Всеукраїнській нараді перед II-м Собором обновленців у Харкові (УАПЦ-«УПАЦ»), там відстоював автокефалію й українізацію богослужіння. Осудив релігійний фанатизм в Церкві, політичні провокації держави проти релігії, агресивну конфліктність православної течії «тихоновців» з Московської патріархії РПЦ, хоча сам належав до Російської православної церкви Московської патріархії. Під його особистим впливом нарада ухвалила вперше в історії перекласти богослужбові книги на сучасну українську мову й послати священиків на місіонерство до православних українців Кубані, Дону, Туркестану й Східного Сибіру з цими книгами.
У 1924—1929 р. — намісник Київський, титулований на митрополита Київського і Галицького, голова Ради і ректор Богословської школи в Києві. В 1929—1931 р. — намісник Архангельський, після чого відправляється на заслужений відпочинок у Вологодську губернію Російської імперії. Його сучасники вважали, що він строгий і проникливий, книголюб і поліглот, блискучий проповідник, завжди жив по чернечому у простоті побуту скромно, служив шляхетно і дисципліновано, опікувався вихованням молоді.
На початку 1932 рока відкликається і призначається «обновленським» синодом для управління Архангельською митрополією. Весною того ж року — обирається бути головою Церковного управління Північного краю Росії (до нього тоді входила й Вологодська губернія з центром у м. Архангельську).
Виступив відверто проти атеїстичного фанатизму комуністичної партії й оповідав про розквіт релігії в цивілізованих країнах і жадав розбудови такої цивілізації в ріднім краї без переслідування (свободи совісті) християн. Давав безкомпромісну оцінку духівництву РПЦ Московської патріархії, закликав до очищення і морального покращення відповідальних кліриків і мирян, дбав за життя Церкви. І болюче переживав небажання віруючих (пастви) оновлювати релігійне життя відповідно до вимог Євангелія та сучасності. Відстоював викладання в усіх державних школах Закону Божого (християнську етику) і засуджував лицемірство «подвійного стандарту» державної політики уряду щодо «відокремлення церкви від держави і держави від Церкви» (секуляризм). Був прихильником об'єднання всіх християнських конфесій (екуменізм). Виступав проти тягарів — несправедливо великих податків для громадян (народу), примусових форм соціалістичної колективізації тощо. Не встиг реалізувати намір емігрувати через розповсюдження «войовничого атеїзму». І 14 березня 1933 р. цього владику було заарештовано НКВС СРСР за звинуваченням у «незгоді з політикою радянської влади у відношення до церкви», в «антирадянській агітації й веденні діяльності по створенню контрреволюційного церковно-монархічного підпілля» (пункт 10 статті 58 «антирадянська пропаганда»). За записами слідчих на допитах не хитрував, вів себе достойно і відверто. За вироком його було відправлено на 3 роки у Казахстан на заслання. Але 3 грудня 1937 р. — НКВС його там на засланні знову арештувало і розстріляла в м. Алма-Аті.
16 січня 1989 р. на підставі статті № 1 Указу Президії Верховної Ради СРСР «про додаткові заходи по відновленню справедливості у відношенні до жертв репресій що мали місце в період 1930–1940 рр. і на початку 1950-х рр.» реабілітований як «жертва політичних репресій» (посмертно).

## Богословські праці
- «Два пути». «Богословский вестник» 1897, октябрь. (рос.)
- «Дары земные небесному жителю». «Богословский вестник» 1897, ноябрь, с. 169. (рос.)
- Пастырское богословие в России за XIX век. (Сергиев Посад, 1899, магістерська дисертація) (рос.)
- Пастырское богословие. (Мысли по поводу изданной книги: «Пастырское богословие в России») // «Православный собеседник», 1900 г., I (рос.)
- «Многое и единое». (Лук. 10, 41, 42) // «Богословский вестник» 1898, октябрь, с. 8. (рос.)
- Три искушения. Речь. (г. Тверь, 1901 г.) (рос.)